# Холмский уезд (Холмская губерния)
Холмский уезд — административная единица в составе Люблинской губернии Российской империи, существовавшая c 1837 года по 1919 год. Административный центр — город Холм.

## История
Уезд образован в 1837 году в составе Люблинской губернии Российской империи. В 1912 году уезд передан в состав вновь образованной Холмской губернии. В 1919 году преобразован в Хелмский повят Люблинского воеводства Польши.

## Население
По переписи 1897 года население уезда составляло 137 585 человек, в том числе в городе Холм — 18 452 жит.

### Национальный состав
Национальный состав по переписи 1897 года:
- поляки — 47 463 чел. (34,5 %),
- малороссы — 46 003 чел. (33,4 %),
- немцы — 17 516 чел. (12,7 %),
- евреи — 17 484 чел. (12,7 %),
- великороссы — 8615 чел. (6,3 %),

## Административное деление
В 1913 году в состав уезда входило 14 гмин: 
| - Березины — д. Березины, - Букова — пос. Савин, - Войславице — пос. Войславице, - Жмудь — д. Жмудь, - Кривички — д. Кривички, - Ольховец — д. Бусовно, - Павлов — пос. Павлов, | - Раколупы — д. Городыско, - Рейовец — пос. Рейовец, - Сверже — пос. Сверже, - Стан — д. Стан, - Седлище — пос. Седлище, - Турка — д. Турка, - Цыцов — с. Цыцов. |